# Boana boans
Boana boans é uma espécie de anfíbio da família Hylidae. Pode ser encontrada na Bolívia, Brasil, Peru, Equador, Colômbia, Panamá, Venezuela, Guiana, Suriname, Guiana Francesa e ilha de Trinidad.

## Nomes vernáculos
- Língua kwazá[3]: ukato